# 剣が君
『剣が君』（けんがきみ）は、Rejetによるアドベンチャーゲームシリーズ。

## 概要
2013年12月19日にWindows用ゲームソフトとして発売。
史実の江戸時代初期をベースにしつつ、ファンタジーの要素を取り入れた伝奇作品。
2015年3月26日に、PlayStation Vita版『剣が君 for V』が発売された。新規イベント・新規グラフィックなど、追加要素がある。
2016年12月22日に、PS Vita版の続編『剣が君 百夜綴り』（けんがきみ ももよつづり）が発売された。
2021年6月24日には、「for V」と「百夜綴り」をセットにしたNintendo Switch版『剣が君 for S』が発売された。

## システム
勾玉選択肢
選択次第で、「荒」「奇」「和」「幸」の「四魂」が変化し、ストーリーの分岐に影響する。
剣か君か
6人の各キャラクター毎に、「剣」の結末と「君」の結末がそれぞれ2つずつ用意されており、最も高い「四魂」により、結末が決定される。

## あらすじ
1633年の日本。鬼丸国綱、童子切、大典太、三日月宗近、数珠丸の5本の剣からなる「天下五剣」をかけて、各地では剣取り御前試合が行われていた。
そんな中、幕府ではあらたに駿府城代の正妻に久姫を嫁がせる話が持ち上がっていた。
町娘・香夜は久姫と顔が瓜二つという理由で、幕府の者から久姫の代わりに駿府までの花嫁行列に出てほしいと頼まれることとなる。
初めは断るものの、度重なる幕府側の圧力を打破するべく香夜はその頼みを承諾する。
そのことが彼女と、そして愛する人の運命を大きく変えることになるとも知らずに。

## 登場人物
香夜（かよ） / 名前変更可能
本作の主人公。
幼くして母を亡くし、男手一つで育ててくれた父と共に江戸城下で小さな料理屋を営んでいる。
親思いで心優しく、芯の強い少女。亡き母の影響で薙刀を嗜んでおり、その腕は師範の折り紙つきである。
ある日、花嫁の影武者役を演ずることとなり、その護衛として6人の侍達と出逢い彼らと数奇な運命を辿ることになる。
九十九丸（つづらまる）
声 - 小野友樹
陸奥から江戸へ剣の修行に来た侍。カラスバトのハヤトを連れ歩いている。
穏やかで気配り上手な中にも、剣に対する熱い情熱を持った青年。
螢（けい）
声 - KENN
吉備から江戸へ天下五剣を手に入れるべくやってきた御用聞き。
粗野で乱暴かつ率直な言動が目立つが、面倒味が良く情に厚い性格。
自身の生い立ちに関わる悲願のため、剣取り御前試合に参加する。
黒羽 実彰（くろば さねあき）
声 - 前野智昭
江戸のある山奥に住む隠れキリシタン。肥前国生月島出身。父は西班牙人、母は日本人のハーフ。
母を亡くした際、平戸のオランダ商人に引き取られて育った。自身の生い立ちもあってか、他人とは一定の距離を置く。
自らが過去に犯したとある罪を、現在も悔いながら生きている。
6人の侍の中でも飛び抜けた剣の腕や知識を持つ。そして誰よりも人のことを考えている優しい青年。
縁（えにし）
声 - 置鮎龍太郎
公儀隠密の男性。派手な着物を着用し、飄々としておりお調子者。女性に対し軟派な面も目立つが実力は確かである。
帯刀してはいるが、剣を使わずに戦うことが多い。
鷺原 左京（さぎはら さきょう）
声 - 保志総一朗
伏見藩の名家鷺原家の長男。ある人物への復讐を果たすべく江戸へやってきた。
女性と見紛うほどの容姿を持つ美青年。その上品で物腰穏やかな風貌とは裏腹にある人物への怨みは非常に深く、
復讐を果たす為には手段を問わない冷徹さも併せ持つ。
鈴懸（すずかけ）
声 - 逢坂良太
高尾山で天狗に育てられた武士で、医術の心得もある。心根が優しくとても純粋だが一度決めると梃子でも動かない頑固な一面がある。
生い立ちの環境もあり世俗や作法などに関して疎いところがある。
多くの貧しい者たちが医者にかかることができないという江戸の現状を変えるため、御前試合への出場を決める。
しかし、試合を勝ち進む中で自身に課された宿命や、人間と妖怪との間に存在する深い溝に苦悩することとなる。

### 花嫁行列
柳生 三厳（やぎゅう みつよし）
声 - 川原慶久
花嫁行列の監督を務める武士。
博識なうえ、武術の腕も立つため、非常に頼りになる人物。
服部 半蔵（はっとり はんぞう）
声 - 青木瑠璃子
香夜の世話人となる男装のくノ一。
物静かで淡白な印象の人物だが、香夜を気遣う優しさも持ち合わせている。

### 江戸の人々
かむろ
声 - 小野雄哉
螢の弟分で螢の事を｢アニキ｣と呼び慕っている。御用聞きとして働いているが実は人間ではない。アニキの役にたてるよう真面目に働く姿や周りを気遣う心優しい姿が見られる。
お松（おまつ）
声 - 林沙織（PC版） / 戸田めぐみ（Vita版）
香夜の友人で、武家出身。同じ道場で薙刀の修行をする仲間でもある。ある人物の物語に深く関わってくることとなる。
田一（たいち）
声 - 石田大祐
九十九丸のよきライバルで同門の出。江戸に来た当初、路頭に迷っていたところをお松に助けてもらったため、彼女に惹かれている。
香夜の父（かよのちち）
娘の香夜とともに、江戸城下で料理屋を開いている。
一人娘の香夜を何よりも大切に思っており、花嫁行列の件にも自分より身分の高い侍に対し塩を投げかけるほど猛反対していた。
妻とは死別しているが、分岐しだいでは再婚の話が持ち上がることもある。

### 江戸城
松平 辰影（まつだいら たつかげ）
声 - 阿部大樹
花嫁行列を指示した人物。常陸国水戸藩の重鎮だが、作中では江戸に出てきている。
縁とは顔見知り。縁との確執は彼のルートで詳細が分かる。
生来病弱で身体は弱いが、幕府に対する忠誠心は強い。
徳川 家光（とくがわ いえみつ）
声 - 村田太志
徳川幕府第三代将軍。
外見は若いが、懐が深く上に立つものとしての資質を充分に備えた人物。
とあるルートにて、家光自身も相当の剣の使い手であることが判明する。

### 妖怪
ハバキ憑き
声 - 山本綾
実彰の所有する刀「孫六兼元」に憑依している、妖怪の少女。
人間の血を喰らうことを好み、実彰にもしきりに人を斬るように促してくるため、彼からは煙たがられている。
その一方で、ずっと一人で生きてきた実彰にとって唯一心を許せる相手でもある。
不器用な香夜と実彰の恋愛を後押しする粋な一面もある。
マダラ
声 - 井澤詩織
鈴懸の友人で狐の妖怪。人間に化けたときの姿は少女であるが妖怪であるため年齢は遥かに年長。ハチモクとは異なり、性格は真面目でしっかりもの。
当初は人間である香夜に辛く当たることも多かったが、次第に打ち解けていく。
ハチモク
声 - 小野雄哉
鈴懸の友人で、狸の妖怪。人間に化けたときの姿は少年である。
少々おっちょこちょいな面があるが、友達思いの優しい性格。

### 駿府城
鼓 法眼（つづみ ほうげん）
声 - 白井悠介
剣取り試合で一番刀「数珠丸」を授けられる。貧しい農村出身であり、飢饉の際援助してくれた家重に対して強い恩義を感じている。
七重（ななえ）
声 - 西川真美
鼓と恋仲にある巫女。鼓に会いたい一身で彼を追って女一人危険な旅をしている。ルートによりその旅路はつらく悲しいものとなっている。
朝倉 宣正（あさくら のぶまさ）
声 - 山本兼平
徳川忠長の忠臣。

### 御前試合の出場者たち
斬鉄（ざんてつ）
声 - 石田大祐
天下五剣の一つ『数珠丸』を我が物にせんと御前試合に出場する。近江出身。
かなりの実力者だが、試合では非情かつ冷徹な戦い方をする。
薬師院 神威（やくしいん かむい）
声 - 宮田正宗
アイヌ出身の、若き医師。
江戸一番の名医になりたいという強い志があるが、それ故に自分以外の医者に辛く当たることも多い。
若くして自分よりも医学の道に精通している鈴懸に嫉妬し、自身の実力を証明するために御前試合への出場を決意する。

## 関連商品

### CD
主題歌
剣が君 主題歌「軌跡」（2013年11月6日発売）
剣が君 for V主題歌「鼓動」（2015年1月21日発売）
剣が君 百夜綴り 主題歌「まほろばの空」（2016年12月21日発売）
サウンドトラック
剣が君 オリジナルサウンドトラック プラス ドラマ（2014年1月29日発売）
ドラマCD
剣が君ドラマCD 剣の章「迷霧の箱根峠」（2014年7月23日発売）
剣が君ドラマCD 君の章「料理茶屋大騒動」（2014年7月23日発売）
剣が君 百夜綴り ドラマCD 第一夜「黒羽実彰・鷺原左京 編」（2017年10月18日発売）
剣が君 百夜綴り ドラマCD 第二夜「螢・縁 編」（2017年11月15日発売）
剣が君 百夜綴り ドラマCD 第三夜「九十九丸・鈴懸 編」（2017年12月20日発売）
キャラクターソング
剣が君 キャラクターソング 天之章「九十九丸・螢」（2014年9月17日発売）
剣が君 キャラクターソング 地之章「黒羽実彰・縁」（2014年10月15日発売）
剣が君 キャラクターソング 人之章「鷺原左京・鈴懸」（2014年11月19日発売）
剣が君 百夜綴り キャラクターソング 春雷の章「螢・縁」（2018年1月17日発売）
剣が君 百夜綴り キャラクターソング 空蝉の章「黒羽実彰・鷺原左京」（2018年2月21日発売）
剣が君 百夜綴り キャラクターソング 風花の章「九十九丸・鈴懸」（2018年3月21日発売）
二重唱（デュエットソング）
剣が君 for V 二重唱 日輪之章「九十九丸・螢」（2015年10月28日発売）
剣が君 for V 二重唱 朧月之章「黒羽実彰・縁」（2015年11月25日発売）
剣が君 for V 二重唱 海原之章「鷺原左京・鈴懸」（2015年12月23日発売）
剣が君 百夜綴り 二重唱 霧氷の章「黒羽実彰・鷺原左京」（2019年1月16日発売）
剣が君 百夜綴り 二重唱 夕凪の章「螢・縁」（2019年2月20日発売）
剣が君 百夜綴り 二重唱 彼岸の章「九十九丸・鈴懸」（2019年3月20日発売）
ベストアルバム
剣が君 ベストソング（2017年4月26日発売）
剣が君 ベストソング弐（2019年12月25日発売）

### 書籍
画集
ISBNが付いておらず出版物ではなくグッズ。
剣が君「和風伝奇絵巻」（2014年6月16日発売）
剣が君 for V 「和風伝奇絵巻 -弐-」（2015年12月28日発売）
剣が君 百夜綴り 「和風伝奇絵巻 -参-」（2017年4月27日発売）
大全
剣が君 公式大全（2015年7月9日発売、ISBN 978-4048652872）
コミックアンソロジー
剣が君 コミックアンソロジー（2017年7月25日発売、ISBN 978-4758009546）

## 舞台
2020年7月8日から12日にかけて舞台『剣が君-残桜の舞-』が東京・シアター1010にて公演された。本編中は、九十九丸、螢、黒羽実彰、縁、鷺原左京、鈴懸のそれぞれをメインとした日替わりシーンが用意された。ゲネプロ公演での九十九丸、螢の回を収録したが、360Channelで2020年7月14日から31日まで有料配信された。2020年11月に黒羽実彰、螢ルート回を収録したDVDが発売。2021年6月2日から6日にかけてはこくみん共済 coopホール／スペース・ゼロにて再演され、6月6日公演については有料ライブ配信も行われた。初演同様にDVD化が2021年10月にされたが、DVDに未収録のルートシーン（こちらも初演と同じく九十九丸、螢ルート）が「360Channelで2021年6月7日から期間無制限で有料配信された。

### スタッフ（舞台）
- 脚本・演出・音楽 - 浅井さやか

### キャスト（舞台）
- 香夜 - 田中れいな / 浜浦彩乃（再演）[5]
- 九十九丸 - 矢部昌暉（DISH//） / 櫻井圭登（再演）
- 螢 - 反橋宗一郎
- 黒羽実彰 - 秋沢健太朗
- 縁 - 谷佳樹
- 鷺原左京 - 田中稔彦
- 鈴懸 - 杉江大志
- 松平辰影 - 鷲尾修斗 / 米原幸佑（再演）
- 柳生三厳 - 堀田怜央 / 新井雄也（再演）
- 服部半蔵 - 上西恵 / 彩木咲良（再演）
- 徳川家光 - 徳山秀典
- 斬鉄 - 土井一海 / 小坂涼太郎（再演）
- シグラギ - KOHEY（BUZZ-ER.） / 福田佑亮（再演）
- ハバキ憑き - 佐武宇綺 / 千田阿紗子（再演）
- マダラ - 矢倉楓子 / 根岸可蓮（再演）
- ハチモク - 設楽銀河 / 山中翔太（再演）
- 鼓法眼 - 鈴木祐大
- 七重 - 雛形羽衣 / 春名真依（再演）
- 朝倉宣正 - 川名浩介 / 丸山正吾（再演）
- アンサンブル（初演） - 吉岡蒼、棟方柾行、深澤悠斗、佐藤佑樹、金井勝実、山田隼人、藤村龍都
- アンサンブル（再演） - 石井凌、和泉治希、海本博章、武岡宏樹、蜂谷匠平、山田隼人、若林佑太